# Relaciones Grecia-Ucrania
Grecia y Ucrania tienen lazos profundos debido al cristianismo ortodoxo y disfrutan de fuertes relaciones diplomáticas, debido al activo apoyo diplomático de Grecia a Ucrania durante la Anexión de Crimea por parte de la Federación Rusa.
Grecia también es uno de los principales partidarios de la entrada de Ucrania en la OTAN y la Unión Europea.
Grecia reconoció a Ucrania el 31 de diciembre de 1991. Ambos países establecieron relaciones diplomáticas en 1992. Grecia abrió una embajada en Kiev en 1993, se establecieron consulados generales en Mariupol y Odessa. Ucrania ha abierto una embajada en Atenas y desde abril de 2004 un consulado general en Tesalónica.
Ambos países son miembros de pleno derecho de la Organización para la Seguridad y la Cooperación en Europa y de la Cooperación Económica del Mar Negro. Hay una gran Comunidad griega viviendo en Ucrania (principalmente en las regiones del sur y este de la nación). Ucrania fue colonizada por primera vez por los griegos ya en el año 500 a. C. La ciudad ucraniana de Odessa (entre otras) fue fundada por antiguos colonos griegos, siendo también el lugar donde se fundó la organización secreta Filiki Eteria.

## Lista de acuerdos bilaterales[4]
- Acuerdo de Amistad y Cooperación entre la República Helénica y Ucrania (1997).
- Acuerdo de Cooperación Económica, Industrial, Científica y Tecnológica.
- Acuerdo sobre Promoción y Protección Recíproca de Inversiones.
- Convenio para Evitar la Doble Imposición
- Acuerdo sobre Transporte Internacional por Carretera.
- Acuerdo de envío.
- Acuerdo sobre Asistencia Judicial en Materia Civil.

## Lista de visitas bilaterales[3]
- Noviembre de 1996, Presidente de Ucrania, Leonid Kuchma visitó Grecia
- Diciembre de 1997, Presidente de Grecia, Konstantinos Stephanopoulos visitó Ucrania
- Abril de 2001, primer ministro de Ucrania, Viktor Yushchenko visitó Grecia
- Julio de 2002, primer ministro de Grecia, Costas Simitis visitó Ucrania
- Septiembre de 2007, el presidente de Ucrania, Viktor Yushchenko, visitó Grecia
- Abril de 2008, el presidente de Grecia, Karolos Papoulias visitó Ucrania
- Octubre de 2011, el presidente de Ucrania, Viktor Yanukovych visitó Grecia[5]

Embajada de Ucrania en Atenas

## Misiones diplomáticas residentes
- Grecia tiene una embajada en Kiev y consulados-generales en Mariupol y en Odesa.
- Ucrania tiene una embajada en Atenas y un consulado-general en Tesalónica.